# Milatovac, Batočina
Milatovac (izvirno srbsko Милатовац) je naselje v Srbiji, ki upravno spada pod Občino Batočina; slednja pa je del Šumadijskega upravnega okraja.

## Demografija
V naselju živi 448 polnoletnih prebivalcev, pri čemer je njihova povprečna starost 40,0 let (40,6 pri moških in 39,4 pri ženskah). Naselje ima 172 gospodinjstev, pri čemer je povprečno število članov na gospodinjstvo 3,40.
To naselje je, glede na rezultate popisa iz leta 2002, večinoma srbsko.
|  |

| Demografija | Demografija     | Demografija     |
| Leto        | Št. prebivalcev | Št. prebivalcev |
| ----------- | --------------- | --------------- |
|             |                 |                 |
|             |                 |                 |
|             |                 |                 |
|             |                 |                 |
| 1948        | 332             |                 |
| 1953        | 337             |                 |
| 1961        | 365             |                 |
| 1971        | 389             |                 |
| 1981        | 480             |                 |
| 1991        | 584             | 580             |
| 2002        | 611             | 584             |
|             |                 |                 |

| Etnična sestava po popisu iz leta 2002 | Etnična sestava po popisu iz leta 2002 | Etnična sestava po popisu iz leta 2002 | Etnična sestava po popisu iz leta 2002 | Etnična sestava po popisu iz leta 2002 |
| -------------------------------------- | -------------------------------------- | -------------------------------------- | -------------------------------------- | -------------------------------------- |
| Srbi                                   | Srbi                                   |                                        | 563                                    | 96,40%                                 |
| Črnogorci                              | Črnogorci                              |                                        | 16                                     | 2,73%                                  |
| Jugoslovani                            | Jugoslovani                            |                                        | 3                                      | 0,51%                                  |
| Hrvati                                 | Hrvati                                 |                                        | 1                                      | 0,17%                                  |
| Bolgari                                | Bolgari                                |                                        | 1                                      | 0,17%                                  |
| Neznano                                | Neznano                                |                                        | 0                                      | 0,0%                                   |